# Крижна гора (Ајдовшчина)
Крижна гора је раштркано насеље у брдима северно од Цола, у општини Ајдовшчина, у покрајини Приморска која припада Горишкој регији Републике Словеније
Насеље површине 8,13 км², налази се на надморској висини од 859 метара, У насељу према попису из 2002. живело је 7 становника.